# جيري برودوس
جيروم هنري «جيري» برودوس (31 يناير 1939 - 28 مارس 2006) سفاح أميركي متسلسل متهم بقتل اربع نساء على الاقل في ولاية أوريغون بين عامي 1968-1969.

## النشأة
ولد برودوس في ويسبرت، ولاية جنوب داكوتا، وكانت الأصغر بين ولدين. أرادت أمه فتاة وكانت مستاءة للغاية من أن لديها ابنًا آخر بدلاً من ذلك. كما أنها قامت في طفولته في التقليل من شأنه ومعاملته بازدراء، بالإضافة إلى الإساءة جسديًا له. عندما كان طفلاً، كان برودوس وعائلته ينتقلون إلى منازل مختلفة في شمال غرب المحيط الهادئ، قبل أن يستقروا في سالم، بولاية أوريغون.
كان لديه ولع شديد بأحذية النساء من سن الخامسة، بعد اللعب بأحذية ذات كعب مدبب في مكب الخردة. وبحسب ما ورد حاول سرقة حذاء مدرسة الصف الأول. كان جيري أيضا له ولع بملابس النساء الداخلية وادعى أنه كان يسرق الملابس الداخلية من الجيران الإناث عندما كان طفلا. أمضى سنوات المراهقة في الخروج من العلاج النفسي ومستشفيات الطب النفسي. بدأ في ملاحقة النساء المحليات عندما كان مراهقاً، كان يضربهن أو يخنقهن حتي يفقدن الوعي، وسرقة احذيتهن والفرار بها.
في سن 17، اختطف وضرب امرأة شابة، وهددها بطعنها إذا لم تتبع مطالبه الجنسية. بعد فترة وجيزة من إلقاء القبض عليه، تم نقله إلى جناح للأمراض النفسية في مستشفى ولاية أوريغون لمدة تسعة أشهر. ووجد هناك تخيلاته الجنسية تدور حول كراهيته والانتقام من والدته والنساء بشكل عام. وخضع أيضا لتقييم نفسي، وتم تشخيصه بالفصام. على الرغم من إضفاء الطابع المؤسسي عليه، إلا أنه لم يتخرج من المدرسة الثانوية الا بعد فصله في عام 1957. وبعد فترة وجيزة من التخرج، أصبح برودوس فنيًا إلكترونيًا.
في عام 1961، تزوج من فتاة تبلغ من العمر 17 عامًا وانجبا معا طفلين، واستقر في ضاحية سالم بولاية أوريغون. وكان يطلب من زوجتة القيام بالأعمال المنزلية عارية باستثناء زوج من الاحذية ذات الكعب العالي بينما كان يلتقط لها الصور. وكان يسرق الأحذية والملابس الداخلية من علي حبال الغسيل الخاصة بجيرانه. احتفظ بالأحذية والملابس الداخلية و (لبعض الوقت) جثث ضحاياه في مرآب لتصريحه بأنه لن يسمح لزوجته بالدخول دون الإعلان عن وصولها لأول مرة على جهاز اتصال داخلي صنعه برودوس.

## جرائم القتل والسجن
بين عامي 1968 و 1969، قتل برودوس أربع نساء شابات وحاول مهاجمة شخصين آخرين:
- ليندا سلاوسون ، 19 عاما، وهي بائعة كتب من الباب إلى الباب طرقت باب برودوس في يناير 1968. استدرجتها برودوس إلى المرآب بينما كانت زوجته وأطفاله في المنزل، وقام بضربها بلوح خشبي، وخنقتها. وعندما مات قام بتلبيسها ملابس داخلية مختلفة وأحذية كان قد سرقها، وعلق جسدها في وضعيات استفزازية، واستخدم منشاراً لقطع قدمها اليسرى، التي احتفظ بها في الفريزر لكي يستخدم مجموعته من احذية الكعب العالي عليها. ولقد تخلص من الجثة في نهر ويلاميت.
- كارين سبرينسر  19 عاما، اختطفها تحت تهديد السلاح من موقف للسيارات خارج متجر في مايو 1968. كان برودوس يرتدي ملابس النساء خلال هذا الهجوم. أحضرها إلى جراجه، وأرغمها علي ارتداء الملابس الداخلية التي سرقها وهي لاتزال حية وطرحها بينما كان يصورها، واغتصبها، وخنقتها بتعليقها من رقبتها. كان يمارس الجنس مع الجسم في عدة مناسبات ويقطع ثدييها لصنع قوالب بلاستيكية. بعد ذلك، ثم ربط يديها بسلك نايلون وربطها في محرك سيارة قديمة وتخلص من الجثة في نهر ويلاميت.
- جان سوزان ويتني  23 عاما، كانت تقود سيارتها على الطريق السريع 5 بين سالم وألباني في ولاية أوريغون في 26 نوفمبر 1968. عرض عليها برودوس أن يصلح لها سيارته ولكنه بحاجة الي معداته من المنزل. واصطحبها معه الي منزله وبينما كان لا تزال في السيارة، خنقها بحزام جلدي واغتصبها بعد الوفاة. ثم أبقى الجثة متدلية من حبل ربطه في سقف المرأب، حيث البسه ملابسه وتصويره وممارسة الجنس معه. هذه المرة، قطع برودوس أحد ثدييها وصنع منها قالب واستخدمه كثقالة ورق. بعد ذلك ربط الجسد بقطعة من حديد السكة الحديدية وألقاه في ويلاميت مع قدم سلاوسون، الذي كان قد تحلل.
- شارون وود  ، البالغ من العمر 24 عاماً، اختطفها تحت تهديد السلاح من الطابق السفلي في مرآب للسيارات في بورتلاند في 21 أبريل 1969.
- غلوريا جين سميث  البالغة من العمر 15 عام، حاول اختطافها في 22 أبريل 1969 ولكنه فشل.
- ليندا سالي  ، 22 عاما، اختطفها من موقف للسيارات في ساحة للتسوق في 23 أبريل 1969. أحضرها برودوس إلى مرآبه حيث اغتصبها وخنقتها، ولعب مع جثتها. قرر عدم قطع ثدييها لأنهم كانوا «ورديين»، وبدلا من ذلك ادخل اسلاك كهربائية في جسدها وصعقها ليجعلها ترقص في الهواء، والتي فشل بها. بعد ذلك، ربط الجسد بمحرك سيارة مع حبل نايلون وألقى بها في ويلاميت.

كما أن برودوس كان يرتدي الكعب العالي ويمارس العادة السرية بعد ارتكاب كل جريمة قتل. في مايو 1969، عثر صياد على جثتي من ضحايا برودوس في نهر لونج توم. طلبت الشرطة من طلاب في حرم جامعي قريب من رجال مشبوهين وأحدهم قادهم إلى برودوس، الذين اتصلوا بها عدة مرات ليطلبوا منها تاريخًا عنه. أعطى برودوس الشرطة عنوانا زائفا، مما زاد من شكوكهم. وفي مرآبه، عثرت الشرطة على سلك نحاسي تم تحديد أنه قد تم قطعه بنفس الأداة التي قطعت الحبال المستخدمة لربط الجثث. تم القبض على برودوس وقدم اعترافا كاملا. في 28 يونيو 1969، أقر برودوس بالذنب في ثلاث جرائم قتل من الدرجة الأولى وحُكم عليه بالسجن لثلاث فترات متتالية بالسجن المؤبد في سجن ولاية أوريجون. على الرغم من أنه اعترف أيضًا بقتل سلاوسون، إلا أن برودوس لم يحاكم ولم يحكم عليه لأنه لم يقم بتصوير الجسد ويحفظ صورًا لها، على عكس الحالات الأخرى، ولكن فقط من قدمها. تم العثور على جثة ويتني بعد شهر من إدانة برودوس، على بعد ميل من المصب حيث قال إنه ألقي بها.
وفي فتره وجوده في السجن كان يقتني مجلات لا حصر لها من احذية النساء وكان يسخر منه السجناء ويرد عليهم ان المجلات لأحذية النساء هي بالنسبة له مثل المجلات الاباحية لهم. وقدم نداءات لا حصر لها، بما في ذلك دعوى ادعى فيها أن صورة التقطت له بأحد جثث ضحيته لا يمكن أن تثبت ذنبه، لأنه لم يكن جثة شخص أدين بقتله. في عام 1995، أخبر مجلس الإفراج المشروط «برودوس» أنه لن يتم الإفراج عنه أبدًا.

## المرض والموت
توفي جيري برودوس في السجن في 28 مارس، 2006 من سرطان الكبد. في وقت وفاته، كان برودوس أطول سجين في دائرة أوريغون للإصلاحيات مجموع 37 سنة، من 1969 إلى 2006.

## فهرس
Rule, Ann ‏ (1994). Lust Killer. Signet Books. ISBN:0-4511-6687-6.{{استشهاد بكتاب}}:  صيانة الاستشهاد: أسماء عددية: قائمة المؤلفين (link) صيانة الاستشهاد: أسماء متعددة: قائمة المؤلفين (link) صيانة الاستشهاد: علامات ترقيم زائدة (link)